# 시간 영역
시간 영역은 수학적 함수나 물리적 신호의 시간에 대한 해석을 의미하는 용어이다. 시간 영역에는 신호 혹은 함수치가 연속적인 실수로 표현되는 연속 시간과 어떤 간격으로 값이 표현되는 이산 시간이 있다. 오실로스코프는 실세계의 신호를 시간 영역으로 시각화하는 도구이다.
주파수 영역과 대응된다고 생각하는 경우가 많다.

## 같이 보기
- 주파수 영역
- 푸리에 변환
- 라플라스 변환